# 세스 에버맨
세스 에버맨(Seth Everman, 본명: Set Erik Adrian Summanen, 1993년 10월 19일 ~ )은 스웨덴의 음악가이자 전 유튜버이다. 노래를 부를 때 무표정한 표정으로 카메라를 응시하는 습관으로 주목받은 그는 코미디 피아노 영상과 인기가요 패러디를 만드는 것으로 두각을 나타냈다. 2023년 11월, 그는 소셜 미디어 프로필을 삭제하기 전 마지막으로 트위치와 유튜브에서 생방송을 진행했다.

## 어린시절
세스 에버맨은 1993년 10월 19일 스톡홀름에서 태어났다.

## 경력
에버맨은 2013년 5월에 자신의 유튜브 채널을 만들었지만 2006년부터 여러 차례 입소문을 냈다. 이러한 인기 동영상 중 상당수는 그의 얼굴을 보여주지 않았지만 얼굴이 나온 동영상의 제목은 "Nyan Cat 10 HOURS REACTION VIDEO!(그래, 나는 10시간 동안 실제로 봤다!)"이라는 내용이 2011년 12월 6일 더게임프로(TheGamePro)라는 채널에 게시되었다. 이 동영상은 조회수 150만 회 이상을 기록했으며 2018년 4월 3일 그의 세스 에버맨 채널에 "나의 오래된 비밀 동영상"으로 다시 업로드되어 조회수 200만 회를 더 기록했다.
2015년 9월, 에버맨은 자신의 텀블러 (마이크로블로그) 계정에 드레이크 (음악가)의 "Hotline Bling"을 젤다의 전설 시간의 오카리나, 슈퍼 마리오 64, 마리오 카트와 같은 닌텐도 64 게임과 결합한 매시업을 게시했다. 이 게시물은 세스 에버맨이라는 이름으로 처음으로 바이럴된 동영상으로, 플랫폼에서 600,000개 이상의 노트를 축적했다. 세스 에버맨 유튜브 채널에서 입소문이 난 첫 번째 동영상은 2016년 2월 13일에 게시된 "클래식 피아니스트이지만 힙합을 한 번 들었을 때"(When you're a classical pianist but you listened to hip hop once)였다. 동영상에서 그는 "Für Elise"를 연주했다. 에미넴의 "Mockingbird"와 "피아노 소나타 14번 (베토벤)"를 닥터 드레의 "Still D.R.E."로 변환했다. 해당 동영상은 2023년 1월 현재 조회수 3,000만 회 이상을 기록했다.
2019년 11월, 에버맨은 유튜브 댓글에서 가장 많은 '좋아요'를 받은 사람이 되었고, 최초로 좋아요 100만 개를 달성한 댓글이 되었다. 그의 트레이드마크인 삭발한 머리를 언급하며 "나는 대머리 남자다"(i'm the bald guy)라는 댓글이 빌리 아일리시의 'Bad Guy' 뮤직비디오에 남겨졌다. 2023년 1월 기준 해당 댓글의 좋아요 수는 325만 개가 넘는다.
2023년 1월 1일, 에버맨은 다른 프로젝트에 집중하기 위해 연말에 유튜브 채널에서 물러날 것이라고 발표했다. 그는 올해 남은 기간 동안 최대한 많은 콘텐츠를 업로드하기 위해 스스로에게 도전했으며, 이를 "[그가] 수년 동안 만들지 못한 모든 동영상을 만들 수 있는" 기회라고 설명했다. 5월 30일, 그는 콘텐츠 제작 마지막 날이 11월 27일이라고 발표했다. 그날까지 그는 일종의 카운트다운으로 매일 이전 동영상 클립을 다시 게시했다. 11월 27일, 그는 유튜브와 트위치에서 "Goodbye"라는 제목으로 6시간 동안 라이브 스트리밍을 진행했다. 방송이 끝나자 그의 SNS 프로필 사진은 심플한 검정색 배경으로 바뀌었다.